# 스티브 스톤턴
스티븐 "스티브" 스톤턴(영어: Stephen "Steve" Staunton, 1969년 1월 19일 ~ )는 아일랜드의 전 축구 선수이자 축구 감독이다. 그는 아일랜드 축구 국가대표팀의 일원으로 102경기를 뛰었으며, 아일랜드 역대 5번째로 출장 기록이 많으며 FIFA 센추리 클럽에 가입되어있다.
스톤턴은 성공적인 축구 선수 생활을 보냈으며, 전성기의 대부분을 애스턴 빌라와 리버풀에서 보냈다. 은퇴 이후 아일랜드가 2006년 FIFA 월드컵에 진출하지 못하자 브라이언 커 감독의 후임으로 아일랜드 축구 국가대표팀의 지휘봉을 잡았고, 2009년에는 풋볼 리그 2에 소속되어 있던 달링턴의 감독을 역임하기도 했다.

## 같이 보기
- A매치 100경기 이상 출전한 축구 선수 명단